# Ribeirão das Neves
Ribeirão das Neves è un comune del Brasile nello Stato del Minas Gerais, parte della mesoregione Metropolitana di Belo Horizonte e della microregione di Belo Horizonte.

## Economia
È considerata quasi una città dormitorio, poiché la maggior parte dei suoi abitanti lavorano nella capitale Belo Horizonte. Sono comunque presenti alcune fabbriche che rinforzano la crescita economica della città, ha anche diverse attività commerciali.
Ribeirão das Neves è anche conosciuta per avere diverse carceri dello Stato del Minas Gerais.